# Artedia squamata
Artedia squamata is een zaadplant en enige soort uit het geslacht Artedia uit de familie Apiaceae (schermbloemenfamilie). Het geslacht is vernoemd naar de land- en studiegenoot van Linnaeus, Peter Artedi.
Artedia squamata is een plant van ruigten, in akkerland, braakliggend land, garrigue en droge berghellingen. De plant komt voor in Zuidwest-Azië, Klein-Azië, Europees-Turkije en Cyprus.